# ألكسي بولداكوف
ألكسي بولداكوف (الروسية: Алексе́й Ива́нович Булдако́в) (و. 1951 – 2019 م) هو ممثل، ومغني، ومضيف أحداث من الاتحاد السوفيتي، وروسيا، بدأ مشواره المهني سنة 1982، توفي في أولان باتور، عن عمر يناهز 68 عاماً.

## جوائز
حصل على جوائز منها:
- جائزة المنافسة العامة [الإنجليزية]‏ (1946)
- قائد الفنون والآداب

## وصلات خارجية
- ألكسي بولداكوف على موقع IMDb (الإنجليزية)
- ألكسي بولداكوف على موقع ميوزك برينز (الإنجليزية)
- ألكسي بولداكوف على موقع تيرنر كلاسيك موفيز (الإنجليزية)
- ألكسي بولداكوف على موقع أول موفي (الإنجليزية)
- ألكسي بولداكوف على موقع قاعدة بيانات الفيلم (الإنجليزية)
- ألكسي بولداكوف على موقع كينوبويسك (الروسية)
- ألكسي بولداكوف في قاعدة بيانات الأفلام على الإنترنت